# Lasius mixtus
Lasius mixtus – gatunek mrówki z podrodziny Formicinae.

## Występowanie
Lasius mixtus występuje w Europie oraz północnej części Ameryki Północnej.

## Biologia
Zakłada gniazda pod ziemią, często w korzeniach lub pod głazami. Czasem gniazda można spotkać w niezbitej ziemi. 